# Емельяненко, Павел Терентьевич
Павел Терентьевич Емелья́ненко (12 июля 1905, Бобриково, Антрацитовский район — 13 ноября 1947, Москва) — советский учёный-металловед, специалист по трубному делу. Доктор технических наук, профессор. Член-корреспондент АН УССР (1939). Лауреат Сталинской премии (1943).

## Биография
Родился 29 июня (12 июля) 1905 года на территории современной Луганской области Украины. Член ВКП(б) с 1926 года.
Окончил ДМетИ (1931), после чего там же учился в аспирантуре.
С 1934 года преподавал в ДМетИ, кандидат наук (1935), с 1940 года возглавил созданную кафедру трубопрокатного производства, с 1941 года профессор.
В 1941 году из Днепропетровска прибыл на ПНТЗ в эвакуированный туда Всесоюзный научно-исследовательский трубный институт на должность главного инженера.
В 1943 — 1945 годах по заданию правительства работал в Советской закупочной комиссии в США. В 1945 —  1947 годах заведовал Отделом прокатки труб в НИИ в Москве.
Является основоположником теоретической науки о трубном производстве. Во всем мире признан его вклад в теорию косой и пилигримовой прокатки, непрерывного оправочного и безоправочного деформирования труб, в разработку режимов деформации на трубопракатных агрегатах.
Умер 13 ноября 1947 года. Похоронен на Введенском кладбище (20 уч.).

## Награды и премии
- Сталинская премия первой степени (1943) — за коренное усовершенствование технологии производства миномётных труб и деталей боеприпасов Архивная копия от 4 марта 2016 на Wayback Machine[2] (премия была передана коллективом лауреатов в Фонд обороны).

## Труды
- Емельяненко П. Т. Пильгерстаны. — Харьков: Гостехиздат Украины, 1937. — 639 с.
- Емельяненко П. Т. Трубопрокатное и трубосварочное производство: учебник для школ и курсов мастеров.

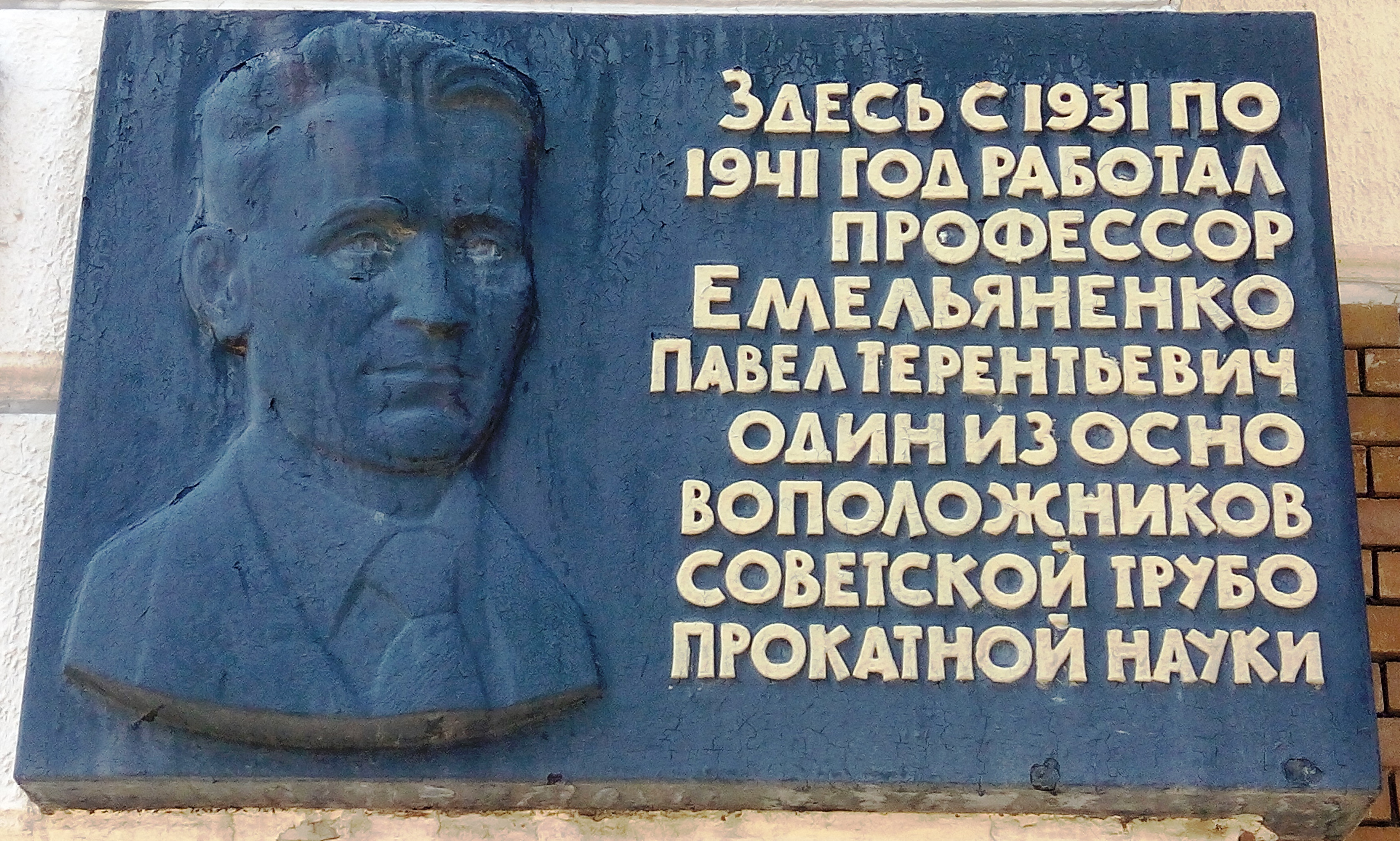
Мемориальная доска П. Т. Емельяненко на фасаде здания Национальной металлургической академии Украины в Днепре

- Мемориальная доска П. Т. Емельяненко на фасаде здания Национальной металлургической академии Украины в ДнепреЕмельяненко П. Т., Шевченко А. А., Борисов С. И. Трубопрокатное производство.
- Емельяненко П. Т. Теория косой и пилигримовой прокатки. — М.: Металлургиздат, 1949. — 491 с.